# Саламіс
«Саламіс» (грец. Σαλαμίς) — лінійний корабель для грецького флоту, закладений в Німеччині 23 липня 1913 року. Грецький уряд розраховував, що корабель увійде у стрій 1915 року і буде противагою турецьким дредноутам «Султан Осман I» і «Решадіе».

## Історія корабля
До закладки розглянуті три варіанти компонування лінкора, і греки визнали найбільш прийнятним третій варіант. Гармати і броня були замовлені в США.
Спочатку корабель планували назвати «Василевс Георгіс». Врешті решт його назвали на честь Саламінської битви. 
Після початку Першої світової війни недобудований корабель був конфіскований Німеччиною, де йому було присвоєно ім'я «Тірпіц».
Плани з добудови так і залишилися на папері, а після війни фірма знову запропонувала корабель Греції. Греки відмовились, хоча їм за постановою суду все ж довелося виплатити 30 000 фунтів стерлінгів.
Корабель залишився власністю верфі і в кінці 1932 року був проданий бременської фірмі для розбору на метал.
356-мм гармати, які передбачалося поставити на «Саламіс», були перекуплені у американців британським Адміралтейством та встановлені на моніторах типу «Еберкромбі».
Через поєднання порівняно невеликих розмірів і сильного озброєння «Саламіс» часто називають «найменшим у світі супер-дредноутом».